# David Diamond (Komponist)
David Leo Diamond (* 9. Juli 1915 in Rochester, N.Y.; † 13. Juni 2005 in Brighton, Monroe County) war ein US-amerikanischer Komponist.

## Leben
Diamond entstammte einem jüdischen Elternhaus und studierte am Cleveland Institute of Music und an der Eastman School of Music in Rochester bei Bernard Rogers. Weiteren Unterricht erhielt er bei Roger Sessions in New York City, und er gehört zur großen Gruppe amerikanischer Komponisten, die bei Nadia Boulanger in Paris Stunden nahmen. Von 1951 bis 1953 unterrichtete er an der Universität Rom und lebte anschließend als freischaffender Komponist in Florenz. 1965 übernahm er eine Professur an der Manhattan School of Music in New York City. Später lehrte er – bis 1997 – an der Juilliard School. Zu seinen Schülern gehörte Eric Whitacre. Er ging offen mit seiner Homosexualität um. Im Jahre 2005 starb Diamond in seinem Haus in Brighton (Monroe County, New York) an Herzversagen.
Diamond wurde mit zahlreichen Preisen ausgezeichnet (darunter drei Guggenheim Fellowships) und gilt als einer der herausragenden amerikanischen Komponisten seiner Zeit. Zahlreiche Werke wurden durch Leonard Bernstein uraufgeführt. Sein Stil ist tonal, überwiegend leicht verständlich und einer romantisch-klassizistischen Tradition verpflichtet. Passagen erinnern an Aaron Copland, gelegentlich auch Dmitri Schostakowitsch, ohne deren klangliche Härte zu erreichen.
Zu den bekanntesten Werken Diamonds gehört Rounds (1944) für Streichorchester. Außerdem schrieb er 11 Sinfonien (1940 bis 2000), Konzerte (unter anderem 3 Violinkonzerte), 10 Streichquartette (das letzte entstand 1968), weitere Kammermusik, Klavierstücke und Vokalmusik.
1966 wurde er in die American Academy of Arts and Letters gewählt.

## Werke (Auswahl)

### Sinfonien
- 1. Sinfonie (1940/41)[A 1]
- 2. Sinfonie (1942/43)
- 3. Sinfonie (1945)
- 4. Sinfonie (1945)
- 5. Sinfonie (1951, rev. 1964)
- 6. Sinfonie (1951–54)
- 7. Sinfonie (1959)
- 8. Sinfonie (1960)
- 9. Sinfonie (1985)
- 10. Sinfonie (1987/2000)
- 11. Sinfonie (1989–91)